# Canton de Liévin
Le canton de Liévin est une circonscription électorale française du département du Pas-de-Calais.

## Histoire
Le canton de Liévin est créé par la loi du 18 février 1904 scindant en deux le canton de Lens.
Il est supprimé par décret du 10 janvier 1962 créant les cantons de Liévin-Nord et Liévin-Nord-Ouest. En 1975, le canton est recréé avec le transfert de la partie de Liévin du canton de Liévin-Nord-Ouest vers celui de Liévin-Nord, qui prend le nom de canton de Liévin. Le canton est à nouveau supprimé en 1982 par la création des cantons de Liévin-Nord et de Liévin-Sud.
Un nouveau découpage territorial du Pas-de-Calais entre en vigueur à l'occasion des premières élections départementales suivant le décret du 24 février 2014. Les conseillers départementaux sont, à compter de ces élections, élus au scrutin majoritaire binominal mixte. Les électeurs de chaque canton élisent au Conseil départemental, nouvelle appellation du Conseil général, deux membres de sexe différent, qui se présentent en binôme de candidats. Les conseillers départementaux sont élus pour 6 ans au scrutin binominal majoritaire à deux tours, l'accès au second tour nécessitant 12,5 % des inscrits au 1er tour. En outre la totalité des conseillers départementaux est renouvelée. Ce nouveau mode de scrutin nécessite un redécoupage des cantons dont le nombre est divisé par deux avec arrondi à l'unité impaire supérieure si ce nombre n'est pas entier impair, assorti de conditions de seuils minimaux. Dans le Pas-de-Calais, le nombre de cantons passe ainsi de 77 à 39. Le canton de Liévin est recréé par ce décret.
Il est formé de deux communes issues de l'ancien canton de Vimy, d'une commune du canton de Liévin-Sud et de la commune de Liévin. Avec ce redécoupage administratif, le territoire du canton s'affranchit des limites d'arrondissements, avec 2 communes incluses dans l'arrondissement de Lens et 2 dans l'arrondissement d'Arras. Le bureau centralisateur est situé à Liévin.

## Représentation

### Conseillers généraux de 1833 à 1904
Voir canton de Lens.

### Conseillers généraux de 1904 à 1949
Voir canton de Lens-Nord-Ouest.

### Conseillers généraux de 1949 à 1962
| Période                                  | Période | Identité     | Étiquette    | Qualité |
| ---------------------------------------- | ------- | ------------ | ------------ | --- |
| 1949                                     | 1962    | Henri Darras | SFIO puis PS | Instituteur Conseiller général du Canton de Lens-Nord-Ouest depuis 1945 Député (1958-1981) Président du conseil général (1979-1981) Maire de Liévin (1952-1981) Elu en 1962 dans le Canton de Liévin-Nord |
| Les données manquantes sont à compléter. |         |              |              | |

### Conseillers départementaux depuis 2015
| Période élective | Période élective | Mandat | Mandat   | Identité        | Nuance | Nuance | Qualité |
| ---------------- | ---------------- | ------ | -------- | --------------- | ------ | ------ | --- |
| 2015             | 2021             | 2015   | 2021     | Laurent Duporge |        | PS     | Permanent politique Maire de Liévin Ancien conseiller général du Canton de Liévin-Sud (2004-2015) Quinzième Vice-président du Conseil départemental : enjeux métropolitains et de renouveau du bassin minier |
| 2015             | 2021             | 2015   | 2021     | Évelyne Nachel  |        | MRC    | Chef d'entreprise Maire-adjointe de Vimy |
| 2021             | 2028             | 2021   | en cours | Laurent Duporge |        | PS     | Conseiller sortant, 12ème Vice-Président du conseil départemental |
| 2021             | 2028             | 2021   | en cours | Évelyne Nachel  |        | MRC    | Conseillère sortante, 15ème Vice-Présidente du conseil départemental |

### Résultats détaillés

#### Élections de mars 2015
À l'issue du 1er tour des élections départementales de 2015, deux binômes sont en ballottage : Laurent Duporge et Évelyne Nachel (Union de la Gauche, 46,2 %) et Cécile Bottin et Guillaume Kaznowski (FN, 34,58 %). Le taux de participation est de 50,27 % (14 732 votants sur 29 306 inscrits) contre 51,81 % au niveau départemental et 50,17 % au niveau national.
Au second tour, Laurent Duporge et Évelyne Nachel (Union de la Gauche) sont élus avec 58,99 % des suffrages exprimés et un taux de participation de 48,9 % (7 879 voix pour 14 330 votants et 29 306 inscrits).

#### Élections de juin 2021
Le premier tour des élections départementales de 2021 est marqué par un très faible taux de participation (33,26 % au niveau national). Dans le canton de Liévin, ce taux de participation est de 33,44 % (9 481 votants sur 28 349 inscrits) contre 35,19 % au niveau départemental. À l'issue de ce premier tour, deux binômes sont en ballottage : Laurent Duporge et Évelyne Nachel (Union à gauche, 57,48 %) et Christelle Delaporte et Frédéric Lamotte (RN, 26,53 %).
Le second tour des élections est marqué une nouvelle fois par une abstention massive équivalente au premier tour. Les taux de participation sont de 34,36 % au niveau national, 34,96 % dans le département et 32,84 % dans le canton de Liévin. Laurent Duporge et Évelyne Nachel (Union à gauche) sont élus avec 68,81 % des suffrages exprimés (6 085 voix pour 9 311 votants et 28 349 inscrits),,.

## Composition

### Composition depuis 2015
Le canton de Liévin comprend désormais quatre communes entières.
| Nom                            | Code Insee | Intercommunalité  | Superficie (km2) | Population (dernière pop. légale) | Densité (hab./km2) | Modifier                                    |
| ------------------------------ | ---------- | ----------------- | ---------------- | --------------------------------- | ------------------ | ------------------------------------------- |
| Liévin (bureau centralisateur) | 62510      | CA de Lens-Liévin | 12,83            | 30 113 (2022)                     | 2 347              | modifier les données · modifier les données |
| Éleu-dit-Leauwette             | 62291      | CA de Lens-Liévin | 1,17             | 2 815 (2022)                      | 2 406              | modifier les données · modifier les données |
| Givenchy-en-Gohelle            | 62371      | CA de Lens-Liévin | 5,95             | 2 049 (2022)                      | 344                | modifier les données · modifier les données |
| Vimy                           | 62861      | CA de Lens-Liévin | 11,33            | 4 281 (2022)                      | 378                | modifier les données · modifier les données |
| Canton de Liévin               | 6230       |                   | 31,28            | 39 258 (2022)                     | 1 255              | modifier les données                        |

## Démographie
En 2022, le canton comptait 39 258 habitants, en évolution de −2,2 % par rapport à 2016 (Pas-de-Calais : −0,72 %, France hors Mayotte : +2,11 %).
| 2013   | 2018   | 2022   |
| ------ | ------ | ------ |
| 40 607 | 39 543 | 39 258 |